# Konjunktionsterm
Ein Konjunktionsterm (auch Monom genannt) ist eine Boolesche Funktion, die ausschließlich durch die konjunktive Verknüpfung von Literalen gebildet wird (d. h. alle Literale sind durch ein logisches Und verbunden). Ihre allgemeine Form sieht so aus:
{\displaystyle \chi _{1}\wedge ...\wedge \chi _{i}\wedge ...\wedge \chi _{n}}, wobei {\displaystyle \chi _{i}\in \{X_{i},{\overline {X}}_{i}\}}
Ein Konjunktionsterm, der sämtliche n Indices der betrachteten Booleschen Funktion F: Bn → B¹ enthält, wird auch als Minterm bezeichnet. Die entsprechende disjunktive Verknüpfung bezeichnet man als Disjunktionsterm.

## Verkürzung und Expansion
Konjunktionsterme kann man verkürzen (verschmelzen) und expandieren (entwickeln). Die Verschmelzung zweier Konjunktionsterme kann dann erfolgen, wenn sich diese um genau ein Literal unterscheiden. Dieses eine Literal kommt also in dem einen Konjunktionsterm normal, in dem anderen negiert vor. Das folgende Beispiel demonstriert die Verschmelzung. Die beiden Konjunktionsterme
{\displaystyle M_{1}=X_{1}X_{2}{\overline {X_{3}}}X_{4},M_{2}=X_{1}X_{2}X_{3}X_{4}}
unterscheiden sich an der dritten Stelle. Bei der Disjunktion dieser beiden Terme kann die dritte Stelle somit wegfallen:
{\displaystyle M_{1}\vee M_{2}=X_{1}X_{2}X_{4}}
Diese Möglichkeit ergibt sich allgemein aus der Beziehung {\displaystyle AB\vee A{\overline {B}}=A(B\vee {\overline {B}})=A}. Die Umkehrung dieser Beziehung bezeichnet man als Expansion oder Entwicklung. Mittels wiederholter Entwicklungen lassen sich aus Konjunktionstermen Minterme gewinnen.